# 1965年のメジャーリーグベースボール
以下は、メジャーリーグベースボール（MLB）における1965年のできごとを記す。
1965年4月12日に開幕し10月14日に全日程を終えて、ナショナルリーグはロサンゼルス・ドジャースが2年ぶり15度目のリーグ優勝で、アメリカンリーグはミネソタ・ツインズがワシントン・セネタース時代の1933年以来32年ぶり4度目のリーグ優勝であった。ワールドシリーズはロサンゼルス・ドジャースがミネソタ・ツインズを4勝3敗で破り、2年ぶり4度目のシリーズ制覇であった
1964年のメジャーリーグベースボール - 1965年のメジャーリーグベースボール - 1966年のメジャーリーグベースボール

## できごと
ナショナルリーグは前年打線の不振で6位に終わったロサンゼルス・ドジャースが、この年はサンディ・コーファックス(26勝)、ドン・ドライスデール(23勝)の左右の両エースが活躍し、とりわけコーファックスは最多勝、最優秀防御率2.04、最多奪三振382で投手三冠に輝き、サイ・ヤング賞をも受賞して、ジャイアンツ、パイレーツ、レッズとの優勝争いを勝ち抜き、リーグ優勝した。モーリー・ウィルスが盗塁94で6年連続盗塁王となったがこれが最後の盗塁王であった、小粒な打線は如何ともしがたく、新人王となったジム・ラフィーバー二塁手(1973年にロッテ入り)とルー・ジョンソン外野手のシーズン本塁打12本がチーム最多本塁打で、両エース以外にも先発でクロード・オースティーン、救援でフィル・リーガンがいて投手王国であったことが優勝の原動力であった。この極端に投高打低のチーム事情は翌年ワールドシリーズで明暗が逆転することになる。リーグMVPはコーファックスでなく、2年連続4度目の本塁打王となったジャイアンツのウィリー・メイズ(打率.317・本塁打52本・打点112))が選ばれた。メイズはこの後に本塁打王を取ることは無かったが引退時に通算660本の本塁打でベーブ・ルースに次ぐ記録を残した。パイレーツのロベルト・クレメンテ(打率.329)が2年連続3度目の首位打者で、打点王はレッズのデロン・ジョンソン(本塁打32本・打点130)、2年前に新人王となったピート・ローズ(打率.312・本塁打11本・打点81)が最多安打209本、これに主砲フランク・ロビンソン(打率.296・本塁打33本・打点113)がいて、レッズは好打者が揃ってきたのだがシーズン終了後にロビンソンをオリオールズにトレードすると翌年ロビンソンは三冠王を取り、レッズはチームの補強に失敗したがやがてジョニー・ベンチの入団で1970年代に黄金時代を迎える。この年からヒューストン・コルト45'sがアストロドームの開場にあわせてヒューストン・アストロズと改称した。
一方アメリカンリーグは前年リーグ5連覇しワールドシリーズには敗れたが対戦したカージナルスの優勝監督ジョニー・キーンを引き抜いて新監督に就任させたヤンキースだったが、エルストン・ハワードのひじ痛、トニー・クーベックの肩痛、ロジャー・マリスの手首の故障、ミッキー・マントルの不振、そしてエースのジム・バウトン投手の絶不調で1925年以来40年ぶりに勝率5割を割って6位に終わった。ミネソタ・ツインズは前年まで3年連続本塁打王のハーモン・キルブルーが8月初めまで本塁打22本でトップだったが故障で7週間戦列を離れたが、前年新人王で首位打者のトニー・オリバ(打率.321・安打185本)が2年連続首位打者で最多安打、ソイロ・ベルサイエスが最多得点126の活躍で、またこの年から投手コーチにジョニー・セインを迎え、2年前までに3年連続最多奪三振だったカミロ・パスカル が開幕から8連勝しその後に肩の故障で離脱したが、マドキャット・グラント(21勝）、ジム・カット(18勝)、リリーフから先発に回ったジム・ペリー(12勝)がいて、リリーフに37歳のジョニー・クリップスタイン、36歳のアル・ワシントンが奮闘して7月以降は首位の座を譲ることなく、2位ホワイトソックスに7ゲーム差をつけてセネタース時代に遡って32年ぶりのリーグ優勝であった。マドキャット・グラントが最多勝でソイロ・ベルサイエスがリーグMVPに選ばれた。ベルサイエス(打率.273・本塁打19本・打点77)は最多二塁打45本・最多三塁打12本で守備では遊撃手としてゴールドクラブ賞にも選ばれており自身最高のシーズンとなったがその後は成績が落ち1972年に広島カープに入団して引退した。本塁打王はレッドソックスの20歳のトニー・コニグリアロ (本塁打32本)で、2年後にはデビューから通算本塁打100本を22歳で達成し将来を嘱望されたがその直後に顔面に死球を受け波乱に満ちた人生を送ることになる。打点王はインディアンスのロッキー・コラビト(打点108)で1959年の本塁打王に続くタイトルを獲得した。同じくインディアンスの サム・マクダウェル 投手(17勝)が防御率2.18・奪三振325で最優秀防御率と最多奪三振を獲得し、以後1970年までに5回最多奪三振を取る一方で最多与四球も5回に上っている。
ワールドシリーズは、第1戦・第2戦を両エースで落としたドジャースが第3戦からオスティーン、ドライスデール、コーファックスで3連勝して盛り返し、第7戦で中2日で登板したコーファックスが奪三振10で2安打完封し、ドジャースの2年ぶり4度目の制覇となった。リーグMVPになれなかったコーファックスがシリーズMVPに選ばれた。

### アストロドームの完成
1965年4月9日、テキサス州ヒューストンにそれまで無かった史上初の屋根付きの全天候型球場アストロドームがオープンして、ヒューストン・アストロズとニューヨーク・ヤンキースのエキシビジョンゲームが行われた。3年前の1962年にナショナルリーグに新規加盟したヒューストンの新しい球団のために、雨が降っても（といってもヒューストンは雨が少ないが）暑くても野球開催が可能な世界初の屋根付き球場を建設することを決め、3年間の工事でやっと完成したこの年の春に人気随一のアメリカンリーグ前年優勝チームのニューヨーク・ヤンキースを招いて、4万7,876人の観衆が集まった。この試合でヤンキースのミッキー・マントルが本塁打を打って、アストロドームでの第1号を記録した。ナショナルリーグの公式戦は3日後の4月12日にフィラデルフィア・フィリーズとの試合が初めてで 2-0 でフィリーズがアストロズを下した。本塁から左翼及び右翼ポールまで340フィート(103.6 m）、本塁から中堅のフェンスまで406フィート（123.7 m）でこの年は天然芝を使い、総工費は3,160万ドルであった（3,500万ドル、4,000万ドル、4,500万ドルとする資料がある）。
ヒューストン・コルト45'sの初代オーナーのロイ・ホフハインツは元ヒューストン市長を務めたが、新球団のオーナーとなって頭を痛めたのが野球場であった。テキサスの照りつける熱い太陽（夏は37度を超える）、ひどい湿気、そこへ体長2センチもある蚊の大群が飛び交い、刺されると飛び上がるほどの痛さで、とても野球をする環境ではなかった。そこで何でも大きいものが好きなテキサス人が考えたのがエアコン付きの屋内野球場を作れば問題は全て解決するということであった。メジャーリーグの球団誘致に動いていた時期からこの問題は議論され、既に1958年にドーム球場を建設する計画が承認されていた。しかしヒューストンに建設するとしても時間的には間に合わないので、ドーム予定地の隣接地にコルトスタジアムを間に合わせに作ったが、テキサスの熱い太陽と湿気と蚊の三重苦で観客が寄り付かず、しかも工費が膨らみ当初地元の自治体が2,000万ドルの予算を拠出することを住民投票で承認されていたが、予算オーバーで改めて960万ドルの追加支出を住民投票で承認を受けるなど苦難の連続であった。ホフハインツはこの完成したアストロドームを「世界で8番目の不思議」と喧伝するなど、この年に世界中から注目されるスポーツ施設となり、ヒューストンの新名所となったアストロド－ムにはこの年215万1,470人の観客が集まった。
会場1年目は天然芝で、天井に太陽光を通すためにアクリル樹脂のパネルで覆っていたが、選手からフライの打球が見えにくいと苦情が出たので、天井をコーティングしたところ今度は光が遮られて天然芝が枯れてしまい、翌1966年にこれも史上初の人工芝（アストロターフと呼ばれた）が導入された。そして1968年にはアメリカンフットボール(NFL)のヒューストン・オイラーズの本拠地となり、野球以外にもさまざまなイベントに使用されたが、老朽化のため1999年を最後にヒューストン・アストロズが本拠地をエンロン・フィールドに移して、2008年に閉鎖された。その前の2005年8月、ハリケーン(カトリーナ)がアメリカ南部を襲った時に多くの住民がアストロドームに避難している。

### 新人選手選抜会議(新人ドラフト会議)
前年暮れにそれまで新人選手に多額の契約金を出すことに批判を受けていたメジャーリーグが、ついに新人選手の交渉を1球団にその権利を与えるドラフト会議を設置することを決定した。この規則は1965年5月1日に発効して、この日以降はアメリカ国籍を持つ全てのアマチュア選手と個々に契約することは一切禁止されて、新人選手との交渉権をドラフト会議で選択することになった。そして1965年6月にニューヨークで大リーグ初の新人選手選抜会議が開かれた。このドラフト会議はその後毎年1月中旬、6月中旬、9月初旬の3回行なわれてそこで獲得した交渉権は次の会議の15日前まで有効で、交渉権を得た球団との契約を選手が拒否した場合は次のドラフト会議で「特別選抜」に付されることとなった。最初の「正規選抜」の時は前年度シーズンのチーム成績の最下位から順に上位の球団が選手を指名し、交渉を拒否した選手を次のドラフト会議にかける場合の「特別選抜」の時は指名権の順番をクジ引きで決められた。
この年6月の第1回ドラフト会議では、正規選抜でメジャーリーグが各球団1名を指名し、その後に3Ａが2名、2Ａが3名、Ａが無制限で指名した。マイナーリーグ球団の指名といっても全てメジャーリーグ球団の傘下に入っているので実質はメジャーリーグ球団が10名以上指名しているのと同じで、1965年6月にニューヨークで開かれた初めてのドラフト会議では合計814名の選手が選抜されて20球団が交渉権を獲得した。この第1回会議の最初の正規選抜は前年1964年のシーズン成績に基づいて、ワールドシリーズに負けたリーグの最下位チーム、次はワールドシリーズを勝ったリーグの最下位チーム、そして第9位チーム、第8位チームとリーグ交互に順番を決めて、この年の場合は前年ヤンキースがカージナルスにワールドシリーズで負けたので、指名する順番はアメリカンリーグのアスレチックス、ナショナルリーグのメッツ、アメリカンリーグのセネタース、ナショナルリーグのコルト45s、・・・の順番となり、指名する最初のチームとなったカンザスシティ・アスレチックスはアリゾナ州立大学のリック・マンデーを指名した。
リック・マンデーはアリゾナ州立大学時代にはカレッジ・ワールドシリーズに優勝しMVPにも選ばれて、1年後輩にレジー・ジャクソンがいた。ジャクソンは翌1966年にドラフトで同じカンザスシティ・アスレチックスに入団するが、大学時代のマンデーを「まぶしいくらいの存在だった」と後に述懐している。マンデーはアスレチックスに入団後、1972年にシカゴ・カブス、1977年にロサンゼルス・ドジャースにトレードされ19年間で通算打率.264、通算本塁打241本の成績で1984年限りで引退した。ドジャース時代の1981年のリーグ優勝決定シリーズ最終戦でモントリオール・エキスポズを相手に9回決勝本塁打を打ったことが記憶されている。そして彼には「史上初めてドラフトで指名された選手」としても記憶されている。

### コミッショナーの交代
第3代コミッショナーのフォード・フリックが1965年9月21日で第2期の任期満了をもって退任した。前年8月にその意向を表明していたので、この年3月の両リーグ合同会議で後継者の選定作業を開始し、156人の候補者(このリストにはリチャード・ニクソンも入っていた)の中から、11月17日に退役軍人で元空軍中将ウィリアム・エッカートを第4代コミッショナーに選出した。エッカートは野球とは全く縁がなくまた野球界の事情にも疎い人物であった。選出の理由はオーナーたちが御しやすいと考えていたことであった。しかしエッカートの選手側と経営側との間で公正な立場で良心的な姿勢を保とうとすることがオーナー側の不興を買い、3年後の1968年11月に任期途中で突如解任された。
この1968年には選手の年金問題と審判の不当解雇問題が絡んで選手側と審判側が経営者側と鋭く対立する状況となっていた最中の出来事で、初めて選手側が1969年のスプリングキャンプをボイコットしてストライキの姿勢を見せて労使間で対立を深めていた時期であった。エッカートの後任は辣腕の弁護士ボウイ・キューンがなり、1966年に選手協会事務局長になったマービン・ミラーとでメジャーリーグは労使対立が長く続く時代に入る。

### ミルウォーキー訴訟
ミルウォーキー・ブレーブスはこの年限りで、次の年にアトランタへ本拠地移動することがシーズン前に発表された。1953年にボストンからミルウォーキーに移ってからリーグ優勝2回(シリーズ制覇1回)して、年間観客動員数は1961年まで9年連続100万人を超え、特に1954年から1957年まで200万人の大台に乗せるなど順調に見えたのだが、1962年以降は100万人を割り込み70万人に落ち込んでいたためアトランタへ移ることになった。ところが本拠地のミルウォーキー市営球場の使用契約がまだ期限に達していなかったことでミルウォーキー市が反発して球団との確執が生じ、8月にミルウォーキー市はブレーブスとナショナルリーグを相手に反トラスト訴訟を起こし、また一方でミルウォーキー市は「ミルウォーキー・ブルワーズ・ベースボールクラブ」を設立してナショナルリーグに加盟申請を行い、この混乱した状態は翌年まで続き、裁判は連邦最高裁まで持ち込まれた。

### テレビ契約
1961年にスポーツ放送法が成立し、ワールドシリーズとオールスターを除いて各球団が個別に地元のテレビ局と放送契約をしていたのが、メジャーリーグが一括してテレビ局(三大ネットワーク)と独占契約を結ぶことが可能となった。それまでは球団別に主催ゲームの全国放送に取り組んでいたのでヤンキースのような人気球団はいつも全国放送されるが、余り人気の無い球団は全米ネットワークで放送されることも無く、球団ごとに収入格差を生じていた。1962年にメジャーリーグはCBSと最初の3年契約を結んでも全国放送されるゲームが人気球団に偏り、そして全国放送に登場した回数に応じて支払いを受けることが規定されたため、1964年にCBSがニューヨーク・ヤンキースのオーナーとなったことから物議を醸した。これではヤンキースが全米ネットのテレビ放映権料の約三分の二を受け取っており、それがCBSに入ることになって自分で自分に支払う形になるからである。
そこでリーグ内で統一した方針のもとにテレビ局と一括契約をしてテレビ放送の収入を公平に配分することを望む声が多くなり、ヤンキースとフィリーズを除く18球団が、三大ネットワークの一つであるABCと3年契約を結び、この年から全米ネットでABCは毎週土曜日と別の曜日とで週2回、独立記念日と労働記念日に東部と西部でそれぞれ別々に1試合を系列175局で放送し、試合をしている2都市以外には制限を加えず、また放送しているその試合の主催球団が別に地元テレビ局と放送契約して地元だけ放送してもよいということになった。放送権料は年間570万ドルで複数年契約であった。しかしABCは予想したほどには視聴率が上がらなかったので1年限りで契約を打ち切った。そこでメジャーリーグは翌年NBCと3ヵ年契約を結び、これにワールドシリーズとオールスターの放送契約を加えて年間総額3,060万ドルに上った。ワールドシリーズとオールスターの放送権料は1966年370万ドル、1967年610万ドル、1968年650万ドルという契約内容であった。これはその先にさらに増額が見込まれる金額であった。

テレビ局と球団との関係は、当初は必ずしも良好なものではなかった。無制限なテレビ中継はやがて観客減に繋がり、球団がダメージを受けることが少なからずあった。ミルウォーキー・ブレーブスは、ボストン時代の1951年から1954年まで地元のテレビ局とテレビ放映権を総額4万ドルで契約したが、1948年にリーグ優勝した時に150万人に達していた観客動員数が1952年には28万1,278人に落ち込み、オーナーのルー・ペリーニがミルウォーキーに本拠地を移転した後は、テレビ放送を一切認めなかった。全米の野球ファンがハンク・アーロン、エディ・マシューズ、ウォーレン・スパーンをテレビで見ることが出来たのは1957年と1958年のワールドシリーズと毎年のオールスターゲームだけであった。しかし1960年代になると状況は変わっていった。1965年に新しくブレーブスのオーナーとなった実業家グループはアトランタに移転することを決めた。移転の理由は必ずしも観客減だけでなく、ミルウォーキーがマスメディアのマーケットとしては小さく、この年にブレーブスが得た放送収入は52万5,000ドルで、アトランタに移るとテレビ・ラジオの放映権料で150万ドルの提示を地元から受けていたことが大きく、ブレーブスの広報担当者は「第一にテレビが原因で南へ移動した」と述べていた。10年前にオーナーが反対しテレビ中継を毛嫌いした時代とは全く様変わりして、テレビ中継から得られる放映権料が莫大な金額になって、やがて本拠地の移転にも影響する時代に入っていった。

### 日本人大リーガー
サンフランシスコ・ジャイアンツの村上雅則投手は、前年9月に日本人として初めてメジャーデビューを果たしたが、二重契約問題で南海ホークスとサンフランシスコ・ジャイアンツとの間での協議の結果、この年はジャイアンツでプレーして翌1966年には帰国して南海ホークスでプレーすることで決着した。そしてこの年は45試合に登板して4勝1敗8セーブ、防御率3.75の成績を残した。以後1995年に当時近鉄バファローズの野茂英雄投手がロサンゼルス・ドジャースからデビューするまで、30年間日本人のメジャーリーガーは誕生しなかった。

### 記録
- 8月19日、シンシナチ・レッズのジム・マロニー投手が対シカゴ・カブス戦で10回まで投げてノーヒットノーランを達成した。延長10回での達成は史上4人目である。
- 9月9日、ロサンゼルス・ドジャースのサンディ・コーファックス投手が対シカゴ・カブス戦で完全試合を達成した。これは前年のジム・バニングに次ぐ史上8人目である。また1962年にノーヒットノーランを初めて達成して以来4年連続4度目でこれはメジャーリーグの最高記録となった(当時)。なお後にノーラン・ライアンがカリフォルニア・エンゼルス時代の1973年から1975年にかけて3年連続4度目のノーヒットノーランを達成して、引退時には7度達成するメジャーリーグ記録を樹立した。
- ロサンゼルス・ドジャースのサンディ・コーファックスが、この年にシーズン382の奪三振記録を作り、これはメジャーリーグの新記録であった。8年後の1973年にカリフォルニア・エンゼルスのノーラン・ライアンが奪三振383の新記録を樹立したが、コーファックスの記録は現在でもナショナルリーグの最高記録である。

## 最終成績

### レギュラーシーズン
| 順 | チーム                         | 勝利 | 敗戦 | 勝率 | G差  |
| -- | ------------------------------ | ---- | ---- | ---- | ---- |
| 1  | ミネソタ・ツインズ             | 102  | 60   | .630 | --   |
| 2  | シカゴ・ホワイトソックス       | 95   | 67   | .586 | 7.0  |
| 3  | ボルチモア・オリオールズ       | 94   | 68   | .580 | 8.0  |
| 4  | デトロイト・タイガース         | 89   | 73   | .549 | 13.0 |
| 5  | クリーブランド・インディアンス | 87   | 75   | .537 | 15.0 |
| 6  | ニューヨーク・ヤンキース       | 77   | 85   | .475 | 25.0 |
| 7  | ロサンゼルス・エンゼルス       | 75   | 87   | .463 | 27.0 |
| 8  | ワシントン・セネタース         | 70   | 92   | .432 | 32.0 |
| 9  | ボストン・レッドソックス       | 62   | 100  | .383 | 40.0 |
| 10 | カンザスシティ・アスレチックス | 59   | 103  | .364 | 43.0 |

| 順 | チーム                         | 勝利 | 敗戦 | 勝率 | G差  |
| -- | ------------------------------ | ---- | ---- | ---- | ---- |
| 1  | ロサンゼルス・ドジャース       | 97   | 65   | .599 | --   |
| 2  | サンフランシスコ・ジャイアンツ | 95   | 67   | .578 | 2.0  |
| 3  | ピッツバーグ・パイレーツ       | 90   | 72   | .556 | 7.0  |
| 4  | シンシナティ・レッズ           | 89   | 73   | .549 | 8.0  |
| 5  | ミルウォーキー・ブレーブス     | 86   | 76   | .531 | 11.0 |
| 6  | フィラデルフィア・フィリーズ   | 85   | 76   | .528 | 11.5 |
| 7  | セントルイス・カージナルス     | 80   | 81   | .497 | 16.5 |
| 8  | シカゴ・カブス                 | 72   | 90   | .444 | 25.0 |
| 9  | ヒューストン・アストロズ       | 65   | 97   | .401 | 32.0 |
| 10 | ニューヨーク・メッツ           | 50   | 112  | .309 | 47.0 |

### オールスターゲーム
- ナショナルリーグ 6 - 5 アメリカンリーグ

### ワールドシリーズ
- ツインズ 3 - 4 ドジャース

| 10/6 –  | ドジャース | 2 | - | 8 |  | ツインズ   |
| 10/7 –  | ドジャース | 1 | - | 5 |  | ツインズ   |
| 10/9 –  | ツインズ   | 0 | - | 4 |  | ドジャース |
| 10/10 – | ツインズ   | 2 | - | 7 |  | ドジャース |
| 10/11 – | ツインズ   | 0 | - | 7 |  | ドジャース |
| 10/13 – | ドジャース | 1 | - | 5 |  | ツインズ   |
| 10/14 – | ドジャース | 2 | - | 0 |  | ツインズ   |

MVP：サンディー・コーファックス (LAD)

## 個人タイトル

### アメリカンリーグ
| 項目   | 選手                         | 記録 |
| ------ | ---------------------------- | ---- |
| 打率   | トニー・オリバ (MIN)         | .321 |
| 本塁打 | トニー・コニグリアロ (BOS)   | 32   |
| 打点   | ロッキー・コラビト (CLE)     | 108  |
| 得点   | ソイロ・ベルサイエス (MIN)   | 126  |
| 安打   | トニー・オリバ (MIN)         | 185  |
| 盗塁   | バート・キャンパネリス (KCA) | 51   |

| 項目   | 選手                           | 記録 |
| ------ | ------------------------------ | ---- |
| 勝利   | マッドキャット・グラント (MIN) | 21   |
| 敗戦   | ビル・モンブケット (BOS)       | 18   |
| 敗戦   | デーブ・モアヘッド (BOS)       | 18   |
| 敗戦   | ジョン・オドナヒュー (KCA)     | 18   |
| 防御率 | サム・マクダウェル (CLE)       | 2.18 |
| 奪三振 | サム・マクダウェル (CLE)       | 325  |
| 投球回 | メル・ストットルマイヤー (NYY) | 291  |
| セーブ | ロン・クライン (WS2)           | 29   |

### ナショナルリーグ
| 項目   | 選手                       | 記録 |
| ------ | -------------------------- | ---- |
| 打率   | ロベルト・クレメンテ (PIT) | .329 |
| 本塁打 | ウィリー・メイズ (SF)      | 52   |
| 打点   | デロン・ジョンソン (CIN)   | 130  |
| 得点   | トミー・ハーパー (CIN)     | 126  |
| 安打   | ピート・ローズ (CIN)       | 209  |
| 盗塁   | モーリー・ウィルス (LAD)   | 94   |

| 項目   | 選手                             | 記録 |
| ------ | -------------------------------- | ---- |
| 勝利   | サンディー・コーファックス (LAD) | 26   |
| 敗戦   | ジャック・フィッシャー (NYM)     | 24   |
| 防御率 | サンディー・コーファックス (LAD) | 2.04 |
| 奪三振 | サンディー・コーファックス (LAD) | 382  |
| 投球回 | サンディー・コーファックス (LAD) | 335⅔ |
| セーブ | テッド・アバーナシー (CHC)       | 31   |

## 表彰

### 全米野球記者協会（BBWAA）表彰
| 表彰         | アメリカンリーグ           | ナショナルリーグ                 |
| ------------ | -------------------------- | -------------------------------- |
| MVP          | ソイロ・ベルサイエス (MIN) | ウィリー・メイズ (SF)            |
| サイヤング賞 | --                         | サンディー・コーファックス (LAD) |
| 最優秀新人賞 | カート・ブレファリー (BAL) | ジム・ラフィーバー (LAD)         |

### ゴールドグラブ賞
| 守備位置 | アメリカンリーグ               | ナショナルリーグ           |
| -------- | ------------------------------ | -------------------------- |
| 投手     | ジム・カート (MIN)             | ボブ・ギブソン (STL)       |
| 捕手     | ビル・フリーハン (DET)         | ジョー・トーリ (ML1)       |
| 一塁手   | ジョー・ペピトーン (NYY)       | ビル・ホワイト (STL)       |
| 二塁手   | ボビー・リチャードソン (NYY)   | ビル・マゼロスキー (PIT)   |
| 三塁手   | ブルックス・ロビンソン (BAL)   | ロン・サント (CHC)         |
| 遊撃手   | ソイロ・ベルサイエス (MIN)     | レオ・カーデナス (CIN)     |
| 外野手   | カール・ヤストレムスキー (BOS) | カート・フラッド (STL)     |
| 外野手   | トム・トレッシュ (NYY)         | ロベルト・クレメンテ (PIT) |
| 外野手   | アル・ケーライン (DET)         | ウィリー・メイズ (SF)      |

### その他表彰
| 表彰               | アメリカンリーグ           | ナショナルリーグ                 |
| ------------------ | -------------------------- | -------------------------------- |
| カムバック賞       | ノーム・キャッシュ (DET)   | バーノン・ロー (PIT)             |
| 最優秀救援投手賞   | エディ・フィッシャー (CWS) | テッド・アバーナシー (CHC)       |
| ハッチ賞           | ミッキー・マントル (NYY)   | -                                |
| ルー・ゲーリッグ賞 | -                          | バーノン・ロー (PIT)             |
| ベーブ・ルース賞   | -                          | サンディー・コーファックス (LAD) |

### アメリカ野球殿堂入り表彰者
ベテランズ委員会選出
- パッド・ガルヴィン